# Rua Domingos de Morais
 (septembre 2024).
La rua Domingos de Morais est une voie de la ville de São Paulo au Brésil. 

## Situation et accès
Elle s'étend de la rua Vergueiro à l'avenue Jabaquara dans les quartiers de Paraíso (pt), Vila Mariana et Vila Clementino dans le district de Vila Mariana.

## Origine du nom
Elle porte le nom de Domingos de Morais (pt) pour ses améliorations.

## Historique

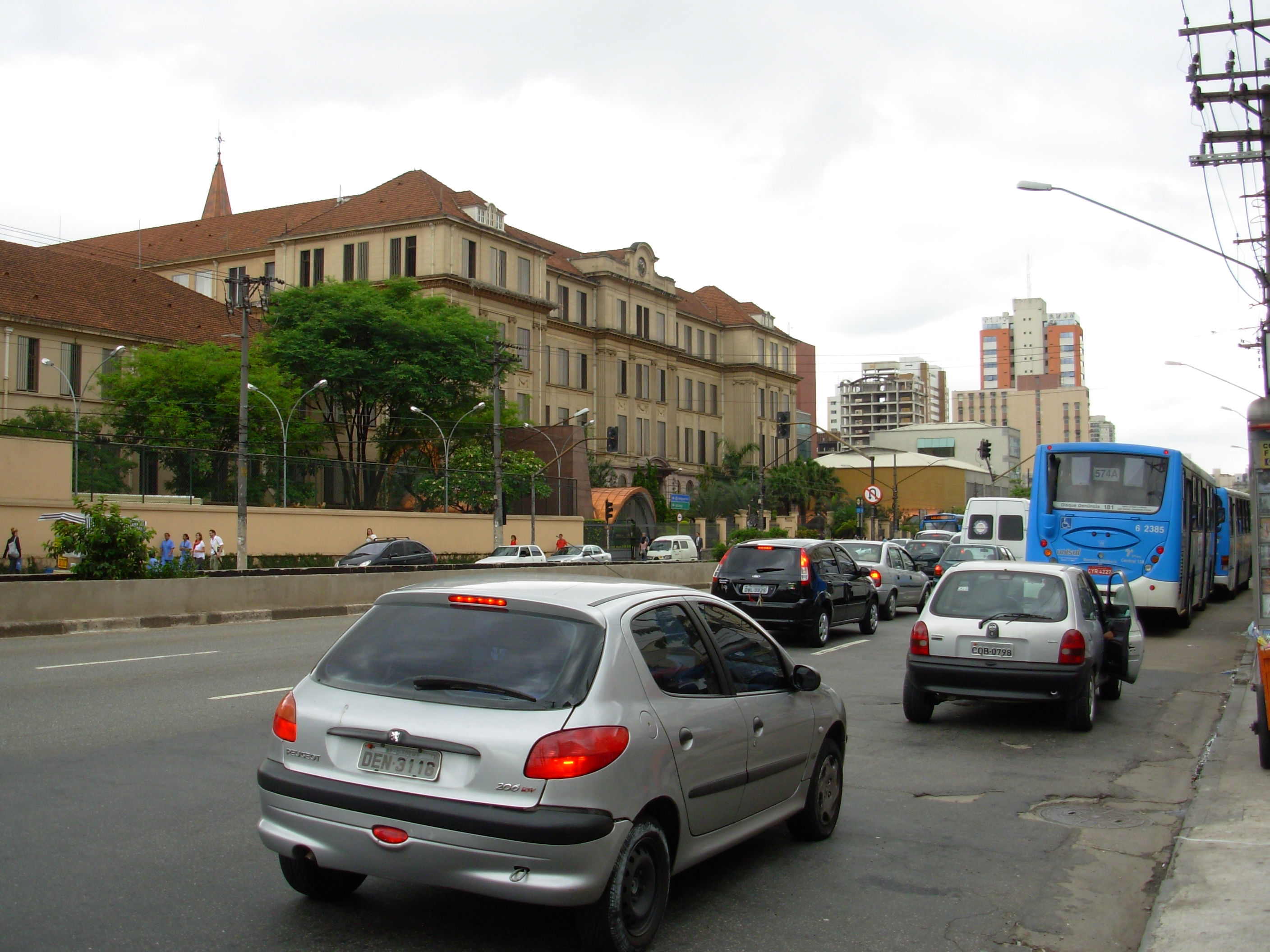
Rua Domingos de Morais.

La rua Domingos de Morais faisait partie de l'ancien « Caminho do Carro de Santo Amaro » (chemin du chariot de Santo Amaro). En 1897, elle prend sa dénomination actuelle.
En 1968, les travaux du métro de São Paulo commencent et la rua Domingos de Morais est ouverte par un fossé à ciel ouvert. Le 14 septembre 1974, avec l'inauguration de la ligne 1 du métro, elle est desservie par les stations Vila Mariana et Santa Cruz puis en 1975 par Paraíso et Ana Rosa. En 1991, elle commence également à être desservie par la ligne 2 à Paraíso et une année après à Ana Rosa.